# Данијел Папеброх
Даниел Папеброх (Антверпен, 17. март 1628 — Антверпен, 28. јун 1714) је био фламански језуит и хагиограф, један од боландиста. 

## Биографија
Рођен је 1628. године у Антверпену, у тадашњој Шпанској Низоземској. Похађао је језуитску школу у свом родном граду од 1644. до 1646. године, након чега улази у ред Исусоваца. Рукоположен је за свештеника 1658. године. Године 1660. започео је рад на Acta Sanctorum, заједно са Жаном Боландом. Антверпенски период едиције стоји под Папеброховом сенком. Он је едицији утиснуо тежак печат хиперкритицизма у настојању да што трезвенијом методом докаже истинитост и оправданост римокатоличког култа светаца. Едиција је под вођством Папеброха стигла до 25. тома, односно до 6. јуна. Шпанска инквизиција ставила ју је у Индекс забрањених књига где се налазила до 1715. године. Папеброх је умро годину дана раније. 